# Liste des sites classés et inscrits de la Gironde
Cet article recense les sites naturels protégés en Gironde, en France.

## Listes

### Sites classés
Le tableau suivant recense les sites classés en Gironde.
| Site                                                                  | Commune(s)                                           | Année | Notes | Coordonnées                        | Photo |
| --------------------------------------------------------------------- | ---------------------------------------------------- | ----- | --- | ---------------------------------- | ----- |
| Château de Francs, parc et abords                                     | Bègles                                               | 1965  | | 44° 48′ 25″ nord, 0° 32′ 10″ ouest |       |
| Domaine de Bellevue                                                   | Bouliac                                              | 1943  | | 44° 48′ 43″ nord, 0° 30′ 14″ ouest |       |
| Terrasse du district et terrains situés en contrebas                  | Bourg                                                | 1936  | | 45° 02′ 20″ nord, 0° 33′ 32″ ouest |       |
| Lac d'Hourtin et de Carcans (rives)                                   | Carcans, Hourtin                                     | 1983  | | 45° 06′ 43″ nord, 1° 06′ 00″ ouest |       |
| Étangs Girondins et Landais                                           | Carcans, Hourtin, Lacanau                            | 1983  | Grands lacs landais situés au nord du bassin d'Arcachon : Hourtin-Carcans et Lacanau ; la protection s'étend sur le département des Landes à certains lacs situés au sud du bassin (étangs Blanc, de Léon, Noir et d'Yrieux). Seuls les lacs sont classés : une zone plus étendue, englobant les lacs, est inscrite. | 45° 01′ 30″ nord, 1° 06′ 40″ ouest |       |
| Château Camparian                                                     | Cenon                                                | 1991  | | 44° 50′ 53″ nord, 0° 31′ 26″ ouest |       |
| Place des Tilleuls                                                    | Guîtres                                              | 1900  | | 45° 02′ 24″ nord, 0° 11′ 17″ ouest |       |
| Parc de la Peyruche et ses abords                                     | Haux, Langoiran                                      | 1973  | | 44° 43′ 05″ nord, 0° 23′ 10″ ouest |       |
| Moulin de Loubens (ensemble)                                          | Landerrouet-sur-Ségur, Loubens, Saint-Martin-de-Lerm | 1991  | L'édifice est classé comme monument historique depuis 2000. | 44° 37′ 55″ nord, 0° 01′ 55″ ouest |       |
| Châtaigneraie du Petit de l'Église                                    | Langon                                               | 1976  | | 44° 32′ 20″ nord, 0° 16′ 12″ ouest |       |
| Réservoir à poissons de Piraillan et bois qui l'entourent             | Lège-Cap-Ferret                                      | 1943  | | 44° 42′ 40″ nord, 1° 13′ 23″ ouest |       |
| Château de Lavison et ses abords                                      | Loubens                                              | 1991  | L'édifice est inscrit comme monument historique depuis 1987. | 44° 37′ 12″ nord, 0° 01′ 34″ ouest |       |
| Étangs du Bran et du Martinet et leurs abords                         | Lugos                                                | 1974  | | 44° 30′ 22″ nord, 0° 51′ 18″ ouest |       |
| Château, son parc et ses dépendances                                  | Margaux-Cantenac                                     | 1946  | L'édifice est classé comme monument historique depuis 1965. | 45° 02′ 38″ nord, 0° 40′ 08″ ouest |       |
| Chênes jumeaux de la route de Béliet                                  | Mios                                                 | 1942  | | 44° 36′ 22″ nord, 0° 56′ 06″ ouest |       |
| Plan d'eau de Leyre et berges au lieu-dit du Lavoir                   | Mios                                                 | 1942  | | 44° 36′ 18″ nord, 0° 56′ 46″ ouest |       |
| Promenade et prairie                                                  | Monségur                                             | 1935  | La protection suit une partie de l'ancien chemin de ronde. | 44° 39′ 11″ nord, 0° 04′ 59″ est   |       |
| Château de Malle et son parc                                          | Preignac                                             | 1943  | L'édifice est classé comme monument historique depuis 1949. | 44° 33′ 54″ nord, 0° 17′ 49″ ouest |       |
| Parc du château de Suduiraut, façades et toitures du bâtiment         | Preignac                                             | 1943  | | 44° 33′ 25″ nord, 0° 19′ 08″ ouest |       |
| Promenade des Tilleuls, jardins et terrasse contiguë                  | La Réole                                             | 1935  | | 44° 34′ 52″ nord, 0° 02′ 28″ ouest |       |
| Platane de Robillard                                                  | Saint-André-de-Cubzac                                | 1936  | | 44° 59′ 38″ nord, 0° 26′ 56″ ouest |       |
| Domaine des Conseillans                                               | Saint-Caprais-de-Bordeaux                            | 1975  | | 44° 46′ 01″ nord, 0° 25′ 37″ ouest |       |
| Esplanade de la porte de Brunet et bande de terrain plantée de vignes | Saint-Émilion                                        | 1935  | | 44° 53′ 31″ nord, 0° 09′ 11″ ouest |       |
| Terrasse de Plaisance et les cours                                    | Saint-Émilion                                        | 1935  | | 44° 53′ 35″ nord, 0° 09′ 25″ ouest |       |
| Terrasse du Cap de Port et immeubles en contrebas                     | Saint-Émilion                                        | 1936  | | 44° 53′ 35″ nord, 0° 09′ 18″ ouest |       |
| Château et parc du Grand-Puch                                         | Saint-Germain-du-Puch                                | 1943  | | 44° 50′ 53″ nord, 0° 20′ 31″ ouest |       |
| Domaine de Malagar et ses alentours                                   | Saint-Maixant                                        | 1994  | L'édifice est classé comme monument historique depuis 2013 et possède le label Maisons des Illustres depuis 2011. | 44° 34′ 48″ nord, 0° 14′ 20″ ouest |       |
| Domaine de Bel-Air                                                    | Saint-Morillon, Saint-Selve                          | 1973  | L'édifice est classé comme monument historique depuis 1986. | 44° 39′ 07″ nord, 0° 29′ 35″ ouest |       |
| Domaine de la Flouquette                                              | Saint-Morillon                                       | 1974  | | 44° 39′ 25″ nord, 0° 30′ 40″ ouest |       |
| Terrasse de l'église au château de Taste et terrains en contrebas     | Sainte-Croix-du-Mont                                 | 1939  | | 44° 35′ 38″ nord, 0° 17′ 02″ ouest |       |
| Dune du Pyla et de la forêt usagère                                   | La Teste-de-Buch                                     | 1994  | | 44° 34′ 26″ nord, 1° 11′ 17″ ouest |       |
| Forêt usagère de La Teste                                             | La Teste-de-Buch                                     | 1994  | | 44° 33′ 58″ nord, 1° 10′ 48″ ouest |       |
| Île aux Oiseaux                                                       | La Teste-de-Buch                                     | 2008  | | 44° 41′ 13″ nord, 1° 11′ 20″ ouest |       |
| Partie du canton de Rabat et de la forêt domaniale de Soulac          | Le Verdon-sur-Mer                                    | 1939  | | 45° 33′ 47″ nord, 1° 03′ 58″ ouest |       |
| Chêne séculaire en bordure de la rue Jean-Dupuy                       | Villandraut                                          | 1938  | | 44° 27′ 32″ nord, 0° 22′ 12″ ouest |       |

### Sites inscrits
Le tableau suivant recense les sites inscrits en Gironde.
| Site                                                 | Commune(s)                                               | Année | Notes | Coordonnées                        | Photo |
| ---------------------------------------------------- | -------------------------------------------------------- | ----- | --- | ---------------------------------- | ----- |
| Bois de Broustic                                     | Andernos-les-Bains                                       | 1943  | | 44° 44′ 42″ nord, 1° 05′ 56″ ouest |       |
| Lieux-dits du Quartier Neuf et du Betey              | Andernos-les-Bains                                       | 1974  | | 44° 44′ 17″ nord, 1° 05′ 31″ ouest |       |
| Pointe des Quinconces                                | Andernos-les-Bains                                       | 1942  | | 44° 44′ 46″ nord, 1° 07′ 01″ ouest |       |
| Zones boisées                                        | Andernos-les-Bains                                       | 1949  | | 44° 43′ 30″ nord, 1° 04′ 55″ ouest |       |
| Parc Péreire                                         | Arcachon                                                 | 1943  | | 44° 39′ 25″ nord, 1° 11′ 17″ ouest |       |
| Partie nord de la Ville d'Hiver                      | Arcachon                                                 | 1943  | | 44° 39′ 32″ nord, 1° 10′ 30″ ouest |       |
| Ville d'Hiver                                        | Arcachon                                                 | 1985  | | 44° 39′ 22″ nord, 1° 10′ 34″ ouest |       |
| Parc du château                                      | Arès                                                     | 1943  | | 44° 45′ 54″ nord, 1° 08′ 38″ ouest |       |
| Abbaye Notre-Dame de la Faise                        | Les Artigues-de-Lussac                                   | 1976  | | 44° 58′ 16″ nord, 0° 07′ 37″ ouest |       |
| Village                                              | Asques                                                   | 1973  | | 44° 57′ 07″ nord, 0° 24′ 47″ ouest |       |
| Village (extension)                                  | Asques                                                   | 1979  | | 44° 57′ 07″ nord, 0° 25′ 23″ ouest |       |
| Parc et bois du château de Certes                    | Audenge, Lanton                                          | 1943  | | 44° 41′ 42″ nord, 1° 01′ 37″ ouest |       |
| Saint-Raphaël                                        | Avensan                                                  | 1993  | Dans le hameau de Saint-Raphaël, autour de la chapelle de Pey-Berland. Le site inscrit entoure un site classé.                                                                                               | 44° 58′ 19″ nord, 0° 47′ 38″ ouest |       |
| Site de Lacaussade                                   | Baurech, Tabanac                                         | 1930  | | 44° 43′ 37″ nord, 0° 25′ 19″ ouest |       |
| Corniche de la Gironde                               | Bayon-sur-Gironde, Bourg, Gauriac, Saint-Seurin-de-Bourg | 1982  | | 45° 04′ 05″ nord, 0° 37′ 26″ ouest |       |
| Vieux Bourg                                          | Bazas                                                    | 1971  | | 44° 25′ 55″ nord, 0° 12′ 36″ ouest |       |
| Église Saint-Pierre de Mons et ses abords            | Belin-Béliet                                             | 1980  | | 44° 28′ 19″ nord, 0° 48′ 14″ ouest |       |
| Val de l'Eyre                                        | Belin-Béliet, Biganos, Lugos, Mios, Salles, Le Teich     | 1973  | | 44° 26′ 13″ nord, 0° 50′ 31″ ouest |       |
| Site du Sauternais                                   | Bommes, Fargues, Preignac, Pujols-sur-Ciron, Sauternes   | 1981  | | 44° 32′ 49″ nord, 0° 19′ 37″ ouest |       |
| Vallée de l'Isle                                     | Bonzac, Saint-Martin-de-Laye                             | 1985  | | 45° 00′ 32″ nord, 0° 13′ 16″ ouest |       |
| Domaine de Deltor                                    | Bouliac                                                  | 1943  | |                                    |       |
| Terrasse                                             | Bouliac                                                  | 1936  | | 45° 02′ 20″ nord, 0° 33′ 32″ ouest |       |
| Terrasse du district                                 | Bourg                                                    | 1936  | | 45° 02′ 20″ nord, 0° 33′ 32″ ouest |       |
| Parc du château du domaine de Montesquieu            | La Brède                                                 | 1943  | L'édifice est classé comme monument historique depuis 2008. | 44° 40′ 44″ nord, 0° 32′ 38″ ouest |       |
| Site du pont de Langon                               | Cadaujac, Villenave-d'Ornon                              | 1980  | | 44° 45′ 22″ nord, 0° 33′ 18″ ouest |       |
| Étangs Girondins                                     | Carcans, Hourtin, Lacanau, Le Porge                      | 1967  | Grands lacs landais situés au nord du bassin d'Arcachon : Hourtin-Carcans et Lacanau. Les lacs sont classés ; la partie inscrite les entoure.                                                                | 45° 01′ 30″ nord, 1° 06′ 40″ ouest |       |
| Village                                              | Castelmoron-d'Albret                                     | 1973  | Le site correspond à la totalité du territoire de Castelmoron-d'Albret, plus petite commune de France. | 44° 40′ 48″ nord, 0° 00′ 43″ ouest |       |
| Promenade des Acacias                                | Castets et Castillon                                     | 1943  | Située sur l'ancienne commune de Castets-en-Dorthe. | 44° 33′ 47″ nord, 0° 09′ 29″ ouest |       |
| Moulin des Peys, Horable, Beney                      | Castillon-la-Bataille                                    | 1951  | Le site regroupe plusieurs lieux-dits distincts. | 44° 51′ 40″ nord, 0° 02′ 17″ ouest |       |
| Embouchure du Drot                                   | Caudrot                                                  | 1976  | | 44° 34′ 41″ nord, 0° 08′ 24″ ouest |       |
| Village                                              | Caumont                                                  | 1900  | | 44° 41′ 46″ nord, 0° 00′ 14″ ouest |       |
| Place de la Prévôté et immeubles                     | Créon                                                    | 1965  | | 44° 46′ 30″ nord, 0° 20′ 53″ ouest |       |
| Église Saint-Vincent et croix du cimetière           | Croignon                                                 | 1945  | | 44° 49′ 08″ nord, 0° 20′ 42″ ouest |       |
| Château de Pressac et son parc                       | Daignac, Espiet                                          | 1946  | | 44° 47′ 38″ nord, 0° 14′ 56″ ouest |       |
| Château de Picon                                     | Eynesse                                                  | 1978  | | 44° 49′ 23″ nord, 0° 10′ 01″ est   |       |
| Côteaux de la Dordogne                               | Eynesse, Saint-André-et-Appelles                         | 1982  | | 44° 49′ 16″ nord, 0° 10′ 52″ est   |       |
| Côteaux boisés                                       | Floirac                                                  | 1947  | | 44° 49′ 59″ nord, 0° 31′ 23″ ouest |       |
| Vallon de Rebedech                                   | Floirac                                                  | 1950  | | 44° 50′ 10″ nord, 0° 31′ 01″ ouest |       |
| Site du Fontet                                       | Fontet                                                   | 1975  | | 44° 33′ 25″ nord, 0° 02′ 02″ ouest |       |
| Tertre                                               | Fronsac                                                  | 1935  | | 44° 55′ 23″ nord, 0° 15′ 58″ ouest |       |
| Vallée de l'Eau Bourde                               | Gradignan                                                | 1982  | | 44° 45′ 50″ nord, 0° 37′ 12″ ouest |       |
| Bourg                                                | Isle-Saint-Georges                                       | 1978  | | 44° 43′ 30″ nord, 0° 28′ 19″ ouest |       |
| Vallée du Drot                                       | Landerrouet-sur-Ségur, Loubens, Saint-Martin-de-Lerm     | 1990  | | 44° 38′ 02″ nord, 0° 01′ 16″ ouest |       |
| Bois de pins entourant la plage de Taussat-les-Bains | Lanton                                                   | 1942  | | 44° 43′ 19″ nord, 1° 03′ 58″ ouest |       |
| Bordure de l'océan et la dune de Bayle               | Lège-Cap-Ferret                                          | 1943  | | 44° 41′ 38″ nord, 1° 14′ 20″ ouest |       |
| Bordure nord-ouest du bassin                         | Lège-Cap-Ferret                                          | 1943  | | 44° 45′ 11″ nord, 1° 10′ 52″ ouest |       |
| Huit villages ostréicoles                            | Lège-Cap-Ferret                                          | 1981  | Villages des Jacquets, du Petit Piquet, du Grand Piquet, de Piraillan, du Canon, de l'Herbe, de la Douane et de l'Escourre de la Douane.                                                                     | 44° 41′ 35″ nord, 1° 13′ 41″ ouest |       |
| Pointe aux Chevaux                                   | Lège-Cap-Ferret                                          | 1943  | | 44° 43′ 05″ nord, 1° 12′ 25″ ouest |       |
| Château de la Louvière et son parc                   | Léognan                                                  | 1946  | | 44° 44′ 17″ nord, 0° 35′ 02″ ouest |       |
| Château Olivier et son parc                          | Léognan                                                  | 1946  | | 44° 44′ 56″ nord, 0° 35′ 49″ ouest |       |
| Place Abel-Surchamp                                  | Libourne                                                 | 1976  | | 44° 54′ 54″ nord, 0° 14′ 42″ ouest |       |
| Quartiers anciens                                    | Libourne                                                 | 1977  | | 44° 54′ 54″ nord, 0° 14′ 42″ ouest |       |
| Bras de Macau                                        | Macau                                                    | 1981  | | 45° 00′ 36″ nord, 0° 35′ 56″ ouest |       |
| Château de Rochemorin et ses abords                  | Martillac                                                | 1983  | | 44° 43′ 08″ nord, 0° 33′ 29″ ouest |       |
| Château de Puymiran                                  | Montussan                                                | 1977  | | 44° 53′ 24″ nord, 0° 26′ 13″ ouest |       |
| Cité Le Corbusier                                    | Pessac                                                   | 1976  | La cité est inscrite au patrimoine mondial depuis 2016 comme partie de L'œuvre architecturale de Le Corbusier. Plusieurs maisons sont par ailleurs inscrites comme monuments historiques entre 2019 et 2022. | 44° 47′ 56″ nord, 0° 38′ 52″ ouest |       |
| Domaine et parc de Geneste                           | Le Pian-Médoc                                            | 1981  | | 44° 56′ 28″ nord, 0° 40′ 52″ ouest |       |
| Château de Benauge et ses abords                     | Porte-de-Benauge                                         | 1980  | | 44° 39′ 47″ nord, 0° 16′ 30″ ouest |       |
| Quartiers anciens                                    | La Réole                                                 | 1980  | | 44° 34′ 55″ nord, 0° 02′ 13″ ouest |       |
| Bourg                                                | Rions                                                    | 1973  | | 44° 39′ 50″ nord, 0° 21′ 07″ ouest |       |
| Ville et ses abords                                  | Saint-Émilion                                            | 1968  | | 44° 53′ 35″ nord, 0° 09′ 18″ ouest |       |
| Château de Bart                                      | Saint-Gervais                                            | 1971  | Actuelle mairie de Saint-Gervais | 45° 01′ 01″ nord, 0° 27′ 50″ ouest |       |
| Village et ses abords                                | Saint-Macaire                                            | 1965  | | 44° 33′ 54″ nord, 0° 13′ 30″ ouest |       |
| Château d'Eyrans et parc                             | Saint-Médard-d'Eyrans                                    | 1944  | | 44° 42′ 50″ nord, 0° 29′ 56″ ouest |       |
| Château du Bourdieu et son parc                      | Saint-Médard-en-Jalles                                   | 1981  | L'édifice est inscrit comme monument historique depuis 1981. | 44° 53′ 53″ nord, 0° 42′ 50″ ouest |       |
| Site des Jetins                                      | Saint-Pierre-d'Aurillac                                  | 1978  | | 44° 34′ 01″ nord, 0° 11′ 24″ ouest |       |
| Site du Bourg et du Beau Soleil                      | Saint-Romain-la-Virvée                                   | 1985  | | 44° 57′ 40″ nord, 0° 24′ 07″ ouest |       |
| Château de la Motte                                  | Saint-Sulpice-et-Cameyrac                                | 1981  | | 44° 54′ 22″ nord, 0° 22′ 44″ ouest |       |
| Château Yquem, son parc et leurs abords              | Sauternes                                                | 1944  | L'édifice est inscrit comme monument historique depuis 2003. | 44° 32′ 38″ nord, 0° 19′ 44″ ouest |       |
| Place à arcades                                      | Sauveterre-de-Guyenne                                    | 1952  | | 44° 41′ 35″ nord, 0° 05′ 10″ ouest |       |
| Château de Ruat, parc et dépendances                 | Le Teich                                                 | 1943  | L'édifice est inscrit comme monument historique depuis 1970. | 44° 38′ 24″ nord, 1° 01′ 41″ ouest |       |
| Forêt usagère (littoral et extension)                | La Teste-de-Buch                                         | 1978  | | 44° 33′ 32″ nord, 1° 12′ 29″ ouest |       |
| Forêt usagère de La Teste                            | La Teste-de-Buch                                         | 1978  | |                                    |       |
| Villa Rothschild au Pyla-sur-Mer                     | La Teste-de-Buch                                         | 1943  | | 44° 37′ 08″ nord, 1° 12′ 07″ ouest |       |
| Église Saint-Pierre-ès-Liens et ses abords           | Val de Virvée                                            | 1977  | Située au bourg d'Espessas. L'édifice est inscrit comme monument historique depuis 1925. | 45° 00′ 50″ nord, 0° 23′ 53″ ouest |       |
| Château, parc et ses abords                          | Vayres                                                   | 1945  | | 44° 54′ 04″ nord, 0° 18′ 58″ ouest |       |
| Bourg                                                | Verdelais                                                | 1981  | | 44° 35′ 17″ nord, 0° 14′ 53″ ouest |       |
| Bande de terrain, le long du chemin de la Claire     | Le Verdon-sur-Mer                                        | 1939  | | 45° 33′ 50″ nord, 1° 04′ 16″ ouest |       |
| Chateau de Sallegourde et son parc                   | Villenave-d'Ornon                                        | 1943  | L'édifice est inscrit comme monument historique depuis 2002. | 44° 46′ 12″ nord, 0° 33′ 11″ ouest |       |